# Чемпионат СССР по лыжным гонкам 1936
9-й лично-командный чемпионат СССР по лыжным гонкам проходил в Ленинграде с 24 по 27 февраля 1936 года.
Соревнования проводились по пяти дисциплинам — гонки на 20 и 50 км (мужчины), гонка на 10 и 15 км (женщины), смешанная эстафета 4 х 5 км (девушка, юноша, женщина, мужчина).

## Победители и призёры

### Мужчины
|                | Золото                             | Серебро                       | Бронза                            |
| -------------- | ---------------------------------- | ----------------------------- | --------------------------------- |
| Гонка на 20 км | Оксанен Вилахо «Динамо» Свердловск | Сивонен Гейк РККА Ленинград   | Воробьев Федор «Динамо» Ленинград |
| Гонка на 50 км | Воробьев Федор «Динамо» Ленинград  | Бычков Алексей «Медик» Москва | Сивонен Гейк РККА Ленинград       |

### Женщины
|                | Золото                                 | Серебро                                | Бронза                                                    |
| -------------- | -------------------------------------- | -------------------------------------- | --------------------------------------------------------- |
| Гонка на 10 км | Валентина Максунова «Динамо» Ленинград | Метсо Альма ГОЛИФК Ленинград           | Зимина Валентина ВЦСПС Москва Вытчикова Зинаида Ленинград |
| Гонка на 15 км | Гордеева Анна «Сталинец» Москва        | Валентина Максунова «Динамо» Ленинград | Зимина Валентина ВЦСПС Москва                             |

### Смешанные
|                             | Золото                                                             | Серебро                                                                       | Бронза                                              |
| --------------------------- | ------------------------------------------------------------------ | ----------------------------------------------------------------------------- | --------------------------------------------------- |
| Смешанная эстафета 4 х 5 км | Ленинград Эльви Ольга Васильев Георгий Воробьева Нина Сивонен Гейк | Московская область Крепкова Марфа Морозов Петр Зимина Валентина Хапанцев Иван | Карелия Ахокас М. Плотников Минина Мария Кескиталло |